# کورادو پاسرا
کورادو پاسرا (انگلیسی: Corrado Passera؛ زادهٔ ۳۰ دسامبر ۱۹۵۴) یک سیاست‌مدار اهل ایتالیا است.